# Robert Hogan
Robert Joseph Hogan (New York, 28 settembre 1933 – 27 maggio 2021) è stato un attore statunitense.

## Filmografia parziale

### Cinema
- Greenwich Village Story, regia di Jack O'Connell (1963)
- The Lady in Red, regia di Lewis Teague (1979)
- Prince Jack, regia di Bert Lovitt (1985)
- Hamburger: The Motion Picture, regia di Mike Marvin (1986)
- Species II, regia di Peter Medak (1998)
- Advice from a Caterpillar, regia di Don Scardino (1999)
- Maze, regia di Rob Morrow (2000)
- The Sleepy Time Gal, regia di Christopher Munch (2001)
- Sweet Land, regia di Ali Selim (2005)
- A Good Marriage, regia di Peter Askin (2014)
- Ultimo viaggio in Oregon (Youth in Oregon), regia di Joel David Moore (2016)

### Televisione
- Sotto accusa (Arrest and Trial) – serie TV, episodio 1x24 (1964)
- The Young Marrieds – serie TV, 44 episodi (1965-1966)
- Peyton Place – soap opera, 63 puntate (1968-1969)
- Gli eroi di Hogan (Hogan's Heroes) – serie TV, 2 episodi (1965-1970)
- Bright Promise – serie TV, 6 episodi (1970)
- Gunsmoke – serie TV, 4 episodi (1964-1971)
- Il tempo della nostra vita (Days of Our Lives) – serie TV, 74 puntate (1970-1971)
- F.B.I. (The F.B.I.) – serie TV, 6 episodi (1965-1972)
- Il cacciatore (The Manhunter) – serie TV, 7 episodi (1972-1974)
- Ellery Queen – serie TV, episodio 1x03 (1975)
- Militari di carriera (Once an Eagle) – serie TV, 5 episodi (1976-1977)
- Operazione sottoveste (Operation Petticoat) – serie TV, 10 episodi (1978-1979)
- Barnaby Jones – serie TV, 6 episodi (1973-1980)
- I segreti di Midland Heights (Secrets of Midland Heights) – serie TV, 11 episodi (1980-1981)
- Alice – serie TV, 6 episodi (1977-1982)
- Destini (Another World) – soap opera, 17 puntate (1987-1988)
- La signora in giallo (Murder, She Wrote) – serie TV, 4 episodi (1984-1989)
- The Wire – serie TV, 4 episodi (2003)
- Law & Order - I due volti della giustizia (Law & Order) – serie TV, 9 episodi (1991-2006)
- Law & Order - Unità vittime speciali (Law & Order: Special Victims Unit) - serie TV, episodio 12x21 (2011)

## Doppiatori italiani
Nelle versioni in italiano delle opere in cui ha recitato, Robert Hogan è stato doppiato da:
- Oliviero Dinelli ne La signora in giallo (ep. 1x09)
- Claudio De Davide ne La signora in giallo (ep. 3x06, 3x09)
- Romano Malaspina ne La signora in giallo (ep. 5x19)
- Diego Reggente in Law & Order - I due volti della giustizia (ep. 4x15)
- Giorgio Favretto in Law & Order - I due volti della giustizia (ep. 7x09)
- Luciano Roffi in Law & Order - I due volti della giustizia (ep. 12x01)
- Adolfo Fenoglio in Law & Order: Criminal Intent
- Gianni Giuliano in Law & Order - Unità vittime speciali